# گارلند (کانزاس)
گارلند (به انگلیسی: Garland) یک منطقهٔ مسکونی در ایالات متحده آمریکا است که در شهرستان بوربن، کانزاس واقع شده‌است. گارلند ۲۶۰٫۰ متر بالاتر از سطح دریا واقع شده‌است.